# Яхья ибн Тамим
Яхья ибн Тамим (араб. يحيى بن تميم‎; ум. 1116) — правитель государства Зиридов в Ифрикии (1108—1116).

## Биография
Был сыном амира Тамима ибн Аль-Муизза, при жизни отца был правителем города Махдии. Став правителем после смерти отца, потребовал чтобы пятничные молитвы читались с именами Фатимидов.
В период его правления государство ослабело из-за войн с Бану Хиляль и Сицилийским графством. По приказу Яхьи был построен сильный флот, который совершал морские набеги на Генуэзскую республику и Сардинию.
Скончался в 1116 году; ему наследовал сын Али.